# پاریس در قرن بیستم
پاریس در قرن بیستم (فرانسوی: Paris au XXe siècle‎) رمانی علمی تخیلی اثر ژول ورن است. داستان کتاب ۹۷ سال بعد از زمان نوشته شدن یعنی در اوت ۱۹۶۰ واقع شده‌است. زمانی که فقط تجارت و تکنولوژی در جامعه اهمیت دارد.
داستان در سال ۱۸۶۳ نوشته شده‌است ولی ۱۳۱ سال بعد یعنی در سال ۱۹۹۴ منتشر شده‌است.
ناشر او پیر-ژول اتزل کتاب را منتشر نکرد زیرا تصور می‌کرد موضوع کتاب بسیار باور نکردنی است و فروش آن ارزش اثر قبلی وی یعنی پنج هفته در بالن را پایین خواهد آورد.